# خفاش دم‌آزاد اروپایی
خفاش دم‌آزاد اروپایی (نام علمی: Tadarida teniotis) گونه‌ای خفاش با جثه و گوش‌های به نسبت بزرگ است که در مناطقی از اروپا، از جمله اسپانیا و ایتالیا و یونان و جنوب فرانسه، شرق ترکیه و سوریه و منطقه قفقاز، شمال آفریقا، و مناطقی از آسیای مرکزی از جمله ایران زندگی می‌کند.
رنگ بدن این خفاش در سطح پشتی خاکستری تره با جلای قهوه‌ای و در زیر بدن کمی روشن است. طول بدنش در بخش سر و تنه میان ۸۲ تا ۸۷ میلی‌متر است و دمش ۴۶ تا ۵۷ میلی‌متر. وزن متوسط این پستاندار حدود ۱۵ گرم است.